# Autoserica bourgeoni
Autoserica bourgeoni är en skalbaggsart som beskrevs av Moser 1916. Autoserica bourgeoni ingår i släktet Autoserica och familjen Melolonthidae. Inga underarter finns listade.